# Monaldi & Sorti

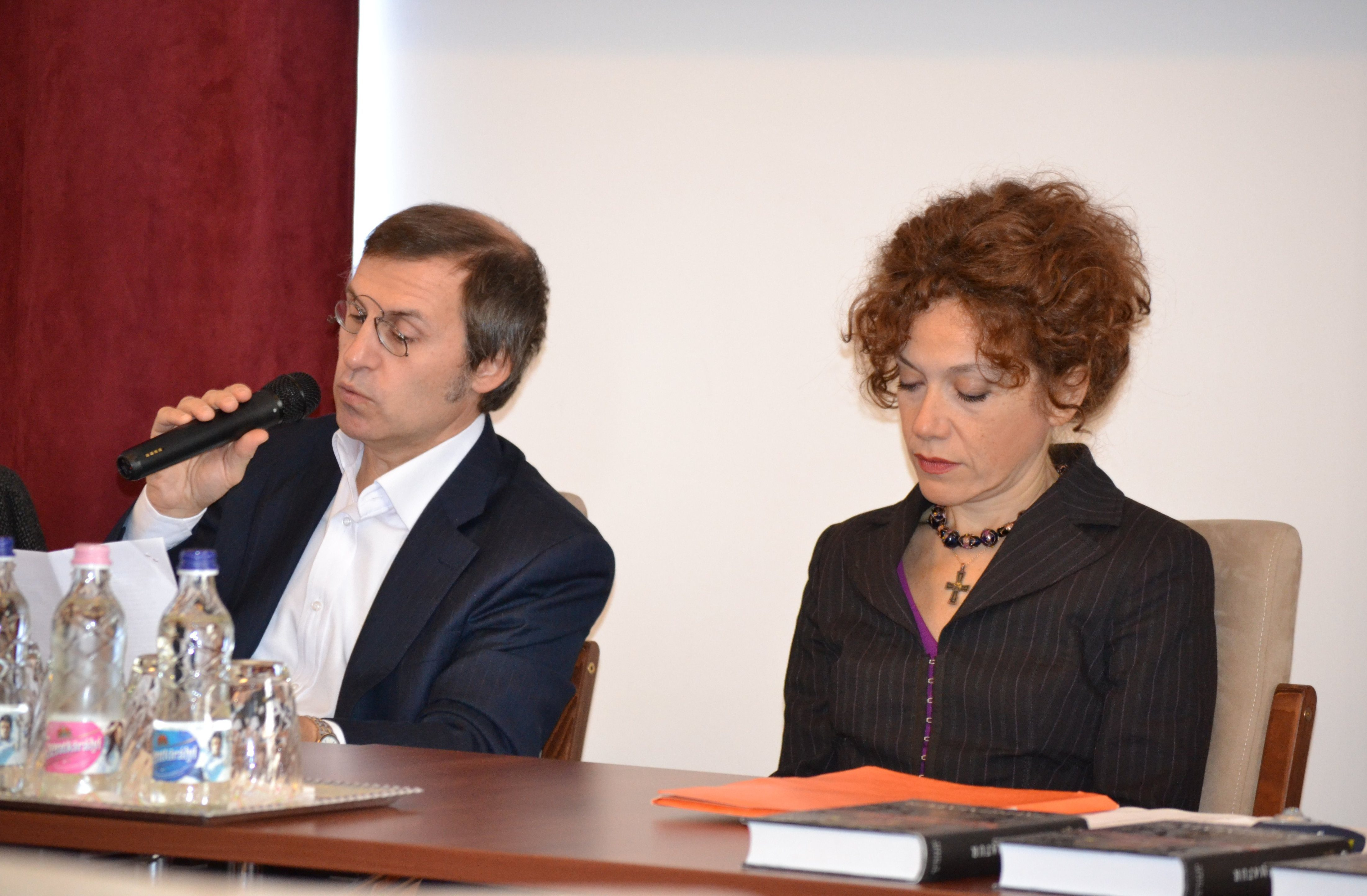
Francesco Sorti i Rita Monaldi

Monaldi & Sorti  – pseudonim literacki włoskiej pary małżonków, pisarzy Rity Monaldi (ur. 1966) i Francesca Sortiego (ur. 1964), autorów serii książek historycznych. Obecnie mieszkają w Wiedniu.

## Publikacje
Para ma na swoim koncie następujące książki. Tytuły pogrubione oznaczają wydanie w języku polskim.

### SeriaImprimatur Secretum, Veritas Mysterium. Dissimulatio Unicum Opus.
- Imprimatur, 2002.
- Secretum, 2004.
- Sekrety konklawe (I segreti dei conclavi) (esej Atta Melaniego), 2005.
- Veritas, 2006.
- Mysterium, 2011.
- Gli intrighi dei Cardinali (esej Atta Melaniego), 2016.
- Dissimulatio, 2017.

### Satyra historyczna
- Wątpliwości Salaiego (I dubbi di Salaì), 2007.
- Jajko Salaiego (L'uovo di Salaì), 2008.
- La Riforma di Salaì, 2014.

### Powieść historyczna
- Malaparte - Morte Come Me, 2016.

### TrylogiaDante di Shakespeare
- Dante di Shakespeare - Amor ch'a nullo amato, 2021.
- Dante di Shakespeare II - Ahi, serva Italia!, 2022.
- Dante di Shakespeare III - Come è duro calle, 2024.